# Botanophila maculipes
Botanophila maculipes är en tvåvingeart som först beskrevs av Zetterstedt 1845.  Botanophila maculipes ingår i släktet Botanophila och familjen blomsterflugor. Arten är reproducerande i Sverige. Inga underarter finns listade i Catalogue of Life.